# 比利亚赫里斯
比利亚赫里斯，是西班牙卡斯蒂利亚-莱昂萨莫拉省的一个市镇。 总面积7平方公里，总人口65人（2001年），人口密度9人/平方公里。